# Mariusz Wilk

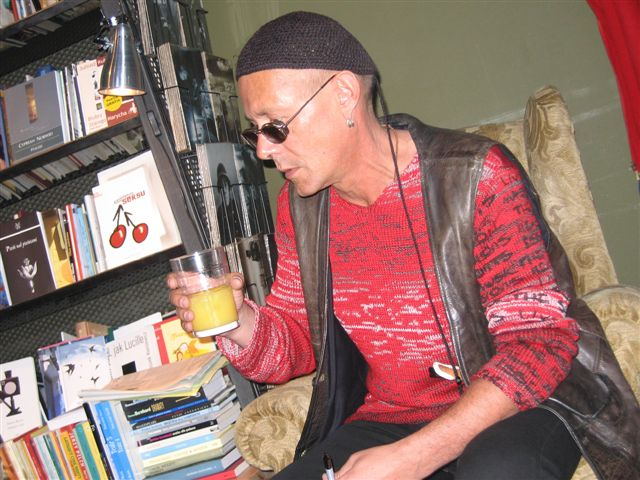
Mariusz Wilk (2006)

Mariusz Wilk (* 19. Januar 1955 in Breslau) ist ein polnischer Journalist und Schriftsteller.

## Leben
Nach dem Studium der polnischen Philologie an der Universität Breslau arbeitete er unter anderem für verschiedene Oppositions- und Untergrundzeitungen. Er wurde auch der Konspiration bezichtigt. Nach der Wende ging er in den Norden des europäischen Russland, auf die Solowetzki-Inseln im Weißen Meer. Später siedelte er sich am nördlichen Onegasee im Dorf Kondobereschskaja (russisch Кондобережская oder Konda Bereschnaja, russisch Конда Бережная) an. Er erwarb 2003 dort ein ruinöses, hundert Jahre altes Holzhaus, das er wieder bewohnbar machte. Über diese Zeit, die Bewohner des Dorfes und deren Situation in der karelischen Einsamkeit berichtet er in seinem letzten Buch.
2005 reiste Wilk nach Lowosero, wo er eine Zeitlang mit den Samen lebte und sich mit deren Geschichte und Kultur beschäftigte. Diese Erlebnisse hat er im Buch Tropami rena (2007) verarbeitet.
Im Jahre 2006 wurde er mit dem Offizierskreuz des Ordens Polonia Restituta, des zweithöchsten zivilen polnischen Ordens, ausgezeichnet.

## Werke
- Maciej Łopiński, Marcin Moskit, Mariusz Wilk: Konspira: Solidarity Underground. University of California Press, 1990, ISBN 0-520-06131-4 (englisch, eingeschränkte Vorschau in der Google-Buchsuche – polnisch: Konspira. Rzecz o podziemnej „Solidarności”. 1984. Übersetzt von Jane Cave).
- Black’n Red. Wydawnictwo Gdańskie, Danzig 1991, ISBN 83-900121-1-1.
- Wilczy notes. Zapiski sołowieckie 1996–1998. Słowo Obraz/Terytoria, 1998, ISBN 83-87316-86-5.
  - Schwarzes Eis. Verlag Paul Zsolnay, Wien 2003. Aus dem Poln. übers. von Martin Pollack. ISBN 3-552-05284-4.
- Wołoka. Wydawnictwo Literackie, Warschau 2008, ISBN 978-83-08-04259-5.

Reihe Dziennik północny (część I II III IV Dziennika północnego) (Nördliches Tagebuch):
- Dom Nad Oniego. Oficyna Literacka Noir sur Blanc, Warschau 2006, ISBN 83-7392-147-8.
  - deutsch: Das Haus am Onegasee. Verlag Paul Zsolnay, Wien 2008, ISBN 978-3-552-05448-6[5]
- Tropami rena. Oficyna Literacka Noir sur Blanc, Warschau 2007, ISBN 978-83-7392-247-1.
- Lotem gęsi. Oficyna Literacka Noir sur Blanc, Warschau 2012, ISBN 978-83-7392-372-0.
- Dom włóczęgi. Oficyna Literacka Noir sur Blanc, Warschau 2014, ISBN 978-83-7392-464-2.